# 김재욱 (배우)
김재욱(金材昱, 1983년 4월 2일~ )은 대한민국의 배우이다.
고등학생 시절 모델 활동을 하다 2002년 드라마 《네 멋대로 해라》로 연기자로 데뷔했다. 또한 2016년 영화 《두 개의 연애》 중 재일교포 캐릭터를 연기한 박규리와의 대화 장면에서 유창한 일본어 실력을 선보였고, 같은 해, 영화 《덕혜옹주》에서 덕혜옹주의 일본인 남편 소 다케유키 역을 연기하였다. 기자이셨던 아버지의 영향으로 어릴 적 일본에서 몇 년간 거주해 일본어가 유창하다.
서울예술대학에서 실용음악을 전공했는데, 사실은 기타리스트가 꿈이었다고 한다. 드라마 《커피프린스 1호점》, 《나쁜 남자》, 《매리는 외박중》에서는 일본어를 잘 구사하는 한국인 역으로 출연하였다.
웰메이드 명작 드라마 보이스 에서 모태구 악역으로 출연해서 케틀벨로 살인하는 딱딱이 라는 별명으로 연기를 잘 소화해서 제일 유명한 대표작 인생 캐릭터이며 엄청난 호평과 인기를 끌으며 사랑을 받으며 아직까지도 역대급 악역으로 회자되고 언급되고 있다.

## 학력
- 서울언주초등학교 (졸업)
- 역삼중학교 (졸업)
- 단국대학교 사범대학 부속고등학교 (졸업)
- 서울예술대학 실용음악과 전문학사 (졸업)

## 출연 작품

### 영화
| 연도 | 제목                        | 역할        | 비고     |
| ---- | --------------------------- | ----------- | -------- |
| 2008 | 《서양골동양과자점 앤티크》 | 민선우      |          |
| 2010 | 《BANG》                    | 알렉스      |          |
| 2015 | 《플랑크 상수》             | 김우주      |          |
| 2015 | 《쎄시봉》                  | 강명찬      | 특별출연 |
| 2016 | 《두 개의 연애》            | 인성        |          |
| 2016 | 《덕혜옹주》                | 소 다케유키 |          |
| 2017 | 《다른 길이 있다》          | 수완        |          |
| 2018 | 《나비잠》                  | 찬해        |          |

### 드라마
| 연도 | 방송     | 제목                   | 역할                 | 비고     |
| ---- | -------- | ---------------------- | -------------------- | -------- |
| 2002 | MBC      | 네 멋대로 해라         | 기홍                 |          |
| 2007 | KBS2     | 달자의 봄              | 춘하                 |          |
| 2007 | MBC      | 커피프린스 1호점       | 노선기               |          |
| 2008 | KBS2     | 바람의 나라            | 추발소               |          |
| 2010 | SBS      | 나쁜 남자              | 홍태성               |          |
| 2010 | KBS2     | 매리는 외박중          | 정인                 |          |
| 2012 | 국군TV   | 행군                   | 나도열               |          |
| 2013 | tvN      | 후아유                 | 이형준               |          |
| 2014 | KBS2     | 감격시대               | 김수옥               |          |
| 2014 | MBC      | 드라마 페스티벌 - 포틴 | 30대 최준            | 특별출연 |
| 2015 | 네이버TV | 달콤한 유혹            | 석민                 |          |
| 2017 | OCN      | 보이스                 | 모태구               |          |
| 2017 | SBS      | 사랑의 온도            | 박정우               |          |
| 2018 | OCN      | 손 the guest           | 최윤                 |          |
| 2019 | OCN      | 신의 퀴즈: 리부트      | CODAS                | 우정출연 |
| 2019 | tvN      | 그녀의 사생활          | 라이언 골드 / 허윤제 |          |
| 2022 | KBS2     | 크레이지 러브          | 노고진               |          |
| 2023 | TVING    | 이재, 곧 죽습니다      | 정규철               |          |
| 2025 | Netflix  | 멜로무비               | 고준                 |          |
| 2025 | Netflix  | 탄금                   | 한평대군             |          |

## 연기 외 활동

### 광고
- 롯데제과 월드콘
- 스포츠 리플레이
- 현대해상
- 스카이라이프
- 팔도 캔커피 산타페
- SK 텔레콤 T
- HSBC

## 수상 및 후보
| 연도 | 시상식                      | 부문                           | 작품                    | 결과 |
| ---- | --------------------------- | ------------------------------ | ----------------------- | ---- |
| 2007 | 코리아 드라마 어워즈        | 인기상                         | 커피프린스 1호점        | 수상 |
| 2008 | 제16회 대한민국문화연예대상 | 영화부문 남자 신인상           | 서양골동양과자점 앤티크 | 수상 |
| 2009 | 제4회 아시아 모델 페스티벌  | 모델특별상                     | 빈칸                    | 수상 |
| 2017 | SBS 연기대상                | 월화드라마부문 남자 우수연기상 | 사랑의 온도             | 후보 |
| 2018 | 제13회 숨피 어워즈          | 최우수조연상 남자부문          | 사랑의 온도             | 후보 |
| 2019 | KoreanUpdates Awards 2019   | 베스트 남배우                  | 그녀의 사생활           | 후보 |